# Txatxalaca
Les txatxalaques són un dels grups d'aus de la família dels cràcids (Cracidae), a l'ordre dels gal·liformes (Galliformes). Formen el gènere Ortalis (Merrem, 1786), tradicionalment inclòs a la subfamília dels penelopins però que actualment ha estat classificat a la seva pròpia família dels ortalisins (Ortalisinae).

## Taxonomia
Aquest gènere és classificat en 15 espècies:
- Txatxalaca de plana (Ortalis vetula).
- Txatxalaca capgrisa (Ortalis cinereiceps).
- Txatxalaca ala-roja (Ortalis garrula).
- Txatxalaca cul-roja (Ortalis ruficauda).
- Txatxalaca cap-roja (Ortalis erythroptera).
- Txatxalaca ventre-roja (Ortalis wagleri).
- Txatxalaca de Jalisco (Ortalis poliocephala).
- Txatxalaca del Chaco (Ortalis canicollis).
- Txatxalaca ventreblanca (Ortalis leucogastra).
- Txatxalaca pigallada (Ortalis guttata).
- Txatxalaca oriental (Ortalis araucuan).
- Txatxalaca escatosa (Ortalis squamata).
- Txatxalaca de Colòmbia (Ortalis columbiana).
- Txatxalaca motmot (Ortalis motmot).
- Txatxalaca celluda (Ortalis superciliaris).